# Целуются зори (фильм)
«Целуются зори» — советский художественный фильм по одноимённой повести Василия Белова.

## Сюжет
Старый колхозник Егорыч, бригадир Николай Иванович и тракторист Лёшка на несколько дней приезжают в город. Здесь с ними происходит ряд курьёзных происшествий, но они с находчивостью выпутываются из неожиданных ситуаций и возвращаются домой.

## Места съёмок
Фильм снимали в Вологде.

## В ролях
- Борис Сабуров — Егорыч
- Иван Рыжов — Николай Иванович
- Андрей Смоляков — Лёшка (озвучивает Владимир Носик)
- Мария Скворцова — Настасья
- Елена Рубцова — Акимовна
- Екатерина Воронина — Фаина
- Анатолий Переверзев — Демьянчук
- Михаил Кокшенов — Стас
- Борис (Бернгард) Левинсон — дантист
- Геннадий Матвеев — парень в ресторане
- Александр Пятков — певец в ресторане
- Степан Крылов — старик с мороженым
- Леонид Куравлёв — эпизод
- Алексей Ванин — пассажир на пароходе
- Николай Морошков — милиционер на мотоцикле
- Станислав Михин — лейтенант милиции

## Съёмочная группа
- Автор сценария: Василий Белов
- Режиссёр-постановщик: Сергей Никоненко
- Оператор-постановщик: Анатолий Заболоцкий
- Художник-постановщик: Ипполит Новодерёжкин
- Композитор: Владимир Мартынов
- Дирижёр: Константин Кримец